# Bois des Îles
Bois des Îles (dal francese: Legno delle isole) è un profumo femminile della casa di moda Chanel, lanciato sul mercato nel 1926, ed ancora oggi in produzione.
Il profumo è stato realizzato da Ernest Beaux, lo stesso "naso" che nel 1921 aveva lavorato con Coco Chanel nel profumo Chanel No. 5. Secondo il sito web di Chanel, Bois des Îles' è stato il primo profumo boisé per donne. La fragranza ha infatti note di sandalo, vetiver, fava tonka, vaniglia, ylang ylang, iris, coriandolo, rosa, gelsomino ed aldeidi. È un profumo di tipo orientale-boisé, classificato F1f.
Bois des Îles è stato messo in commercio nel 1926. Nel 1989 il profumo è stato rilanciato con una nuova riorchestrazione della formula originale, curata da Jacques Polge. Nel 1999 è entrato a far parte della collezione di profumeria d'alta fascia Les Exclusifs, venduti esclusivamente nelle boutique Chanel. La sua composizione ha ispirato quasi sessanta anni dopo la creazione del celebre Égoïste.